# KS Toruń (hockey sur glace)
Le KS Toruń HSA est un club de hockey sur glace de Toruń dans la voïvodie de Couïavie-Poméranie en Pologne. Il évolue dans le Championnat de Pologne de hockey sur glace.

Logo de 2001 à 2011

## Historique
Le club est fondé en 1923 sous le nom de TKS Torun. Il a changé plusieurs fois de noms au cours de son histoire.:
- Kolejarza Toruń
- 1962 : Ponorzanin Toruń
- 1989 : Towimor Toruń
- Torunskie Towarsystwo Hokejowe Metron
- Filmar Toruń
- MKSHnl Toruń
- 2001 : TKH Toruń
- 2010 : KS Toruń HSA

## Palmarès
- Vainqueur de la Puchar Polski : 2006.